# Matthew Hoppe
Matthew Timothy Hoppe (ur. 13 marca 2001 w Yorba Linda) – amerykański piłkarz występujący na pozycji napastnika w duńskim klubie Sønderjyske oraz w reprezentacji Stanów Zjednoczonych.

## Kariera klubowa
W rozgrywkach Bundesliga do lat dziewietnastu, Hoppe w 20 meczach strzelił 5 bramek oraz zaliczył jedną asystę. W drugiej drużynie FC Schalke 04 w rozgrywkach Fußball-Regionalliga zdobył 1 bramkę w 16 meczach. Matthew Hoppe w seniorskiej piłce zadebiutował dnia 28 listopada 2020r. w przegranym 4:1 meczu z Borussia Mönchengladbach. Swoją pierwszą bramkę i jednocześnie pierwszego hat-tricka w rozgrywkach Bundesliga zdobył 9 sierpnia 2021r w wygranym meczu przeciwko TSG 1899 Hoffenheim. Następnie do siatki rywala dwukrotnie trafiał w meczach z Eintracht Frankfurt oraz 1. FC Köln. W Sierpniu 2021 roku zamienił FC Schalke 04 na RCD Mallorca, w której w 7 meczach nie trafił do siatki rywala ani razu. Po nieudanym sezonie 21/22 za kwotę miliona euro został sprzedany do Middlesbrough F.C. gdzie w 2 meczach nie zaliczył trafienia do siatki rywala. 

## Kariera reprezentacyjna
W maju 2021 roku został powołany do Reprezentacji Stanów Zjednoczonych, w której zadebiutował dnia 16 lipca w rozgrywkach Gold cup w wygranym 6:1 spotkaniu przeciwko Martynice. Pierwszą bramkę w kadrze trafił w spotkaniu przeciwko Jamajce. 